# Liste des courses cyclistes disparues
La liste des courses cyclistes disparues présente des listes ordonnées par continents et pays de courses cyclistes disparues.

## Afrique
| Course                               | Pays           | Création | Disparition | Édition | Catégorie                  |
| ------------------------------------ | -------------- | -------- | ----------- | ------- | -------------------------- |
| Boland Bank Tour                     | Afrique du Sud | 1993     | 1997        | 5       | Course à étape             |
| Mzansi Tour                          | Afrique du Sud | 2013     | 2014        | 2       | Course à étape             |
| Rapport Toer                         | Afrique du Sud | 1973     | 2000        | 25      | Course à étape             |
| Circuit international de Constantine | Algérie        | 2015     | 2016        | 1       | Course à étape             |
| Grand Prix Leptis-Magna              | Libye          | 1940     | 1940        | 1       | Course d'un jour (Tripoli) |
| Grand Prix de la Banque de l'habitat | Tunisie        | 2008     | 2008        | 1       | Course d'un jour           |

## Amérique
| Course                                 | Pays       | Création | Disparition | Édition | Catégorie        |
| -------------------------------------- | ---------- | -------- | ----------- | ------- | ---------------- |
| Colorado Classic                       | États-Unis | 2011     | 2018        |         |                  |
| Coors Classic                          | États-Unis | 1977     | 1988        |         | Course à étape   |
| Grand Prix d'Atlanta                   | États-Unis | 1992     | 1998        | 7       |                  |
| Grand Prix de San Francisco            | États-Unis | 2001     | 2005        |         |                  |
| Grand Prix des Amériques               | Canada     | 1988     | 1992        |         | Course d'un jour |
| Ruta Mexico                            | Mexique    | 1989     | 1999        |         | Course à étape   |
| Solano Bicycle Classic                 | États-Unis | 2000     | 2003        | 4       | Course à étape   |
| Thrift Drug Classic                    | États-Unis | 1991     | 1995        | 6       |                  |
| Tour d'Argentine                       | Argentine  | 1952     | 2000        | 4       | Course à étape   |
| Tour de Géorgie                        | États-Unis | 2003     | 2008        | 6       | Course à étape   |
| Tour de la Nouvelle-France             | Canada     | 1967     | 1972        | 5       |                  |
| Tour de Trump                          | États-Unis | 1989     | 1990        |         | Course à étape   |
| Tour du Missouri                       | États-Unis | 2007     | 2009        | 3       |                  |
| Tour du Saint-Laurent                  | Canada     | 1954     | 1965        | 12      | Course à étape   |
| Tour DuPont                            | États-Unis | 1991     | 1996        |         | Course à étape   |
| Tour of America                        | États-Unis | 1983     | 1990        | ?       | Course à étape   |
| Vuelta Mexico                          | Mexique    | 2008     | 2015        | 6       | Course à étape   |
| West Virginia Classic                  | États-Unis | 1992     | 1995        | 4       |                  |
| Wilmington Classic Christiana Care Cup | États-Unis | 1998     | 2000        | 3       |                  |

## Asie
| Course                         | Pays                | Création | Disparition | Édition | Catégorie       |
| ------------------------------ | ------------------- | -------- | ----------- | ------- | --------------- |
| Tour d’Israël[réf. nécessaire] | Israël              | 1968     | 2010        | 5       | course à étapes |
| Dubai Tour                     | Émirats arabes unis | 2014     | 2018        | 5       | course à étapes |
| Tour du Qatar                  | Qatar               | 2002     | 2016        | 15      | course à étapes |

## Océanie
| Course                                      | Pays             | Création | Disparition | Édition | Catégorie        |
| ------------------------------------------- | ---------------- | -------- | ----------- | ------- | ---------------- |
| Ashburton-Christchurch                      | Nouvelle-Zélande | 1911     | 1911        | 1       |                  |
| Bendigo-Melbourne                           | Australie        | 1911     | 1912        | 2       |                  |
| Beverley-Perth                              | Australie        | 1899     | 1912        | 14      |                  |
| Burra-Adélaïde                              | Australie        | 1911     | 1911        | 1       |                  |
| Burra-Alberon-Portadélaïde                  | Australie        | 1911     | 1911        | 1       |                  |
| Christchurch-Dunedin                        | Nouvelle-Zélande | 1909     | 1909        | 1       |                  |
| Christchurch-Leeston-Christchurch           | Nouvelle-Zélande | 1901     | 1901        |         |                  |
| Dunlop Trophy                               | Nouvelle-Zélande | 1911     | 1911        |         |                  |
| Geelong Tour                                | Australie        | 2003     | 2011        | 9       | Course à étape   |
| Herald Sun Tour Herald Sun Tour of Victoria | Australie        | 1952     | 2020        | 67      | Course à étape   |
| Launceston-Hobart                           | Australie        | 1911     | 1911        | 1       | Course d'un jour |
| Paramatia-Sydney                            | Australie        | 1908     | 1912        |         |                  |
| Rockléa                                     | Australie        | 1911     | 1911        | 1       |                  |
| Round the mont Egmont                       | Australie        | 1911     | 1913        |         |                  |
| Sydney-Goulbourn                            | Australie        | 1903     | 1903        | 1       |                  |
| Sydney-Melbourne                            | Australie        | 1930     | 1954 (?)    | ?       | Course d'un jour |
| Timaru-Christchurch                         | Nouvelle-Zélande | 1899     | 1926        |         |                  |
| Travellers' rest Hagley                     | Australie        | 1912     | 1912        | 1       |                  |